# Бакбо
Бакбо́ (Тонки́нский) (вьет. Vịnh Bắc Bộ — залив Бакбо; кит. 北部湾 — залив Бэйбувань) — залив Южно-Китайского моря у берегов Китая (Гуанси-Чжуанский автономный район, провинция Гуандун, провинция Хайнань) и Вьетнама (район Бакбо: провинции Куангнинь, Хайфон, Тхайбинь, Намдинь, Ниньбинь, Тханьхоа и Нгеан). С востока отделён от моря полуостровом Лэйчжоу и островом Хайнань, которых разделяет Хайнаньский пролив.
Государственное разделение акватории залива является предметом длительных споров между Вьетнамом и Китаем.

## Название
Вьетнамцы называют его официально Виньбакбо (вьет. Vịnh Bắc Bộ, тьы-ном 灣北部, «северный залив»), или реже Виньхайнам (вьет. Vịnh Hải Nam, тьы-ном 灣海南, «Хайнаньский залив»); китайское название — Бэйбувань (кит. трад. 北部灣, упр. 北部湾, пиньинь Běibùwān, палл. бэйбувань). Название «Тонкинский залив» происходит от старого названия города Ханой — «Тонкин» (вьет. Đông Kinh, тьы-ном 東京, восточная столица); это название позже распространилось на всю северную часть Вьетнама.

## География
Площадь залива — 126 250, средняя глубина — 60 метров. Приливы суточные, до 6 м. Длина залива Бакбо — 330 км, ширина у входа — 241 км, глубина — до 82 м. Крупный порт — Хайфон.
Залив богат биоресурсами и является традиционной зоной промысла вьетнамских рыбаков.